# Mabel Deware
Mabel Deware, née Keiver le 9 août 1926 et morte le 17 août 2022, est une sportive, ancienne sénatrice canadienne du Nouveau-Brunswick.

## Biographie
Mabel Deware naît le 9 août 1926 à Moncton au Nouveau-Brunswick.
Ancienne joueuse de haut niveau de curling, elle est intronisée au Temple de la renommée sportive du Nouveau-Brunswick en 1976.
Elle est nommée sénatrice sur avis de Brian Mulroney le 23 septembre 1990 et le reste jusqu'au 9 août 2001.